# Salih Özcan
Salih Özcan (ur. 11 stycznia 1998 w Kolonii) – turecki piłkarz niemieckiego pochodzenia, występujący na pozycji pomocnika w niemieckim klubie Borussia Dortmund oraz w reprezentacji Turcji. 